# أليس سوري
الأليس السوري (باللاتينية: Alyssum syriacum) نوع نباتي يتبع جنس الأليس من الفصيلة الكرنبية.

## البيئة والانتشار
موطنه بلاد الشام (في سورية).